# Бессарабов, Фёдор Митрофанович
Фёдор Митрофа́нович Бессара́бов (9 сентября 1886, Чернигов, Российская империя — 23 июля 1961, Гарш, Франция) — российский и французский певец (баритон).

## Биография
Эмигрировал из России во Францию. В 1928 году пел в Русской опере в Париже. В 1930-1940-х годах участвовал в концертах украинского искусства, в общедоступных концертах Русской консерватории и др.

### Семья
- Дочь — Надин Базиль (настоящее имя Надежда Фёдоровна Бессарабова (1931—2017), французская актриса[1].